# ميشيل فان جورب
ميشيل فان جورب (بالإنجليزية: Michele Van Gorp)‏ مواليد 10 مايو 1977 في ماونت كليمنس، هي لاعبة كرة سلة أمريكية معتزلة تحولت إلى التدريب بعد الاعتزال بدأت مسيرتها الاحترافية في سنة 1999. تم اختيارها من قبل فريق نيويورك ليبرتي خلال الدرافت. يبلغ طولها 6 قدم 6 بوصة (2.0 م). اعتزلت اللعب في 2004.

## روابط خارجية
- ميشيل فان جورب على موقع الاتحاد الوطني لكرة السلة النسائية (الإنجليزية)
- ميشيل فان جورب على موقع كرة السلة الأوروبية.كوم (الإنجليزية)
- ميشيل فان جورب على موقع كلية كرة السلة في سبورتس رفرنس.كوم (الإنجليزية)
- ميشيل فان جورب على موقع بروبوليرز (الإنجليزية)
- ميشيل فان جورب على موقع سبورتس رفرنس (الإنجليزية)